# Special Olympics Palau
Special Olympics Palau (englisch: Special Olympics Palau) ist der palauische Verband von Special Olympics International, der weltweit größten Sportbewegung für Menschen mit geistiger Beeinträchtigung und Mehrfachbeeinträchtigung. Ziel ist die sportliche Förderung dieser Personengruppe und die Sensibilisierung der Gesellschaft für sie. Außerdem betreut der Verband die palauischen Athletinnen und Athleten bei den Special Olympics Wettbewerben.

## Geschichte
Special Olympics Palau wurde 2018 mit Sitz in Koror gegründet.

## Aktivitäten
2018 waren 215 Athletinnen und Athleten bei Special Olympics Palau registriert.
Der Verband nahm am Programm Young Athletes teil, das von Special Olympics International ins Leben gerufen worden war.

### Sportarten
Vom Verband wird Leichtathletik (Special Olympics) angeboten.

### Teilnahme an Weltspielen vor 2020
• 2019 Special Olympics, World Summer Games, Abu Dhabi

### Teilnahme an den Special Olympics World Summer Games 2023 in Berlin
Special Olympics Palau nahm in der Disziplin Tischtennis an den Special Olympics World Summer Games 2023 teil. Die Delegation wurde vor den Spielen im Rahmen des Host Town Program von Neuwied betreut. Das Team gewann bei diesen Weltspielen zwei Bronzemedaillen.